# Hypexilis longipennis
Hypexilis longipennis là một loài bọ cánh cứng trong họ Cerambycidae.